# Dead END / Soukyuu no Hikari
Singles de Faylan
Blood teller
(2011) White justice
(2012)
Dead END / Soukyuu no Hikari est le 14e single de Faylan sorti sous le label Lantis le 25 janvier 2012 au Japon. Il arrive 30e à l'Oricon et reste classé 5 semaines. Il sort en format CD et CD+DVD. Dead END et Soukyuu no Hikari se trouvent sur l'album Prism.
Dead END a été utilisé comme thème d'ouverture pour l'anime Mirai Nikki.
Soukyuu no Hikari a quant à lui été utilisé comme thème d'ouverture du jeu BlazBlue Continuum Shift Extend.

## Liste des titres
| 1. | Dead END                                             | 渡邉美佳 | Junpei Fujita (藤田淳平)  | 3:55 |
| 2. | Soukyuu no Hikari (蒼穹の光)                         | Faylan   | Daisuke Kikuta (菊田大介) | 4:27 |
| 3. | Dead END (off vocal)                                 | 渡邉美佳 | Junpei Fujita (藤田淳平)  | 3:54 |
| 4. | Soukyuu no Hikari (off vocal) (蒼穹の光 (off vocal)) | Faylan   | Daisuke Kikuta (菊田大介) | 4:26 |

| 1. | Dead END                                                                     |  |
| 2. | プロダクション I.G制作・『ブレイブルー コンティニュアムシフト エクステンド』 |  |